# Graham County (Arizona)
Graham County je okres ve státě Arizona v USA. K roku 2010 zde žilo 37 220 obyvatel. Správním městem okresu je Safford. Celková rozloha okresu činí 12 020 km².

## Sousední okresy
| Růžice kompasu | Gila County  | Navajo County a Apache County |                 | Růžice kompasu |
| Růžice kompasu | Pinal County | Sever                         | Greenlee County | Růžice kompasu |
| Růžice kompasu | Pinal County | Graham County (Arizona)       | Greenlee County | Růžice kompasu |
| Růžice kompasu | Pinal County | Jih                           | Greenlee County | Růžice kompasu |
| Růžice kompasu | Pima County  | Cochise County                |                 | Růžice kompasu |